# Rock, Paper, Shotgun
Rock, Paper, Shotgun est un site web britannique traitant de l'actualité du jeu vidéo sur PC. Il est écrit par Kieron Gillen, Alec Meer, Jim Rossignol et John Walker, depuis juillet 2007.

## Historique
Rock, Paper, Shotgun est lancé le 13 juillet 2007.
Le site est exploité de manière indépendante jusqu'à son rachat par Gamer Network en mai 2017. En avril 2020, Canard PC pointe une baisse de qualité des articles proposés par le site.
En 2024, Rock, Paper, Shotgun est racheté en même temps que les sites affiliés GamesIndustry et Eurogamer par IGN. Ce changement de groupe propriétaire s'inscrit dans une tendance générale de consolidation des médias vidéoludiques à partir de la moitié des années 2010, aux côtés par exemple des acquisitions de GameSpot par Fandom en 2022 et de Polygon par Valnet en 2025.